# Guardia de Kenosha
La Guardia de Kenosha (Kenosha Guard en su nombre en inglés) es un grupo paramilitar oriundo de la ciudad de Kenosha, Wisconsin, creada durante el auge de las protestas por el tiroteo donde Jacob Blake resultó gravemente herido. El grupo es conocido por el tiroteo donde dos manifestantes murieron y uno más resultó gravemente herido.

## Contexto y situación social
El 23 de agosto del 2020 Jacob Blake, un hombre afroamericano, recibió cuatro disparos en la espalda de un oficial de policía de Kenosha después de que le dispararan con una pistola Taser. Blake recibió un disparo después de que abrió la puerta de su SUV, mientras se inclinaba hacia el vehículo. Después del ataque Blake quedó paralizado de la cintura para abajo.
El tiroteo policial fue seguido por protestas como parte del movimiento Black Lives Matter, que vio un resurgimiento a raíz de varios otros asesinatos de alto perfil por parte de agentes de policía en 2020. Durante las manifestaciones por el intento de asesinato de Jacob Blake en la ciudad de Kenosha estuvieron marcadas por protestas pacíficas diarias seguidas de enfrentamientos con las fuerzas del orden, barricadas,  disturbios e incendios provocados. Se declaró el estado de emergencia el 23 de agosto y la Guardia Nacional de los Estados Unidos se activó al día siguiente. Surgieron más enfrentamientos cuando miembros de la milicia armada, a quienes el alguacil del condado de Kenosha, David Beth, describió como "como un grupo de vigilantes", llegaron con la intención expresa de proteger las empresas de la ciudad.

## Eventos previos al tiroteo
El 25 de agosto, Kyle Rittenhouse, un joven de 17 años oriundo de Antioch, Illinois, disparó fatalmente a dos manifestantes, hiriendo gravemente a un tercero. Rittenhouse fue acusado de homicidio intencional en primer grado y otros cargos; sus abogados han dicho que sus acciones fueron en defensa propia.
En respuesta a las protestas de George Floyd, que precipitaron las protestas de Kenosha, el exconcejal de Kenosha Kevin Mathewson anunció la formación de un grupo paramilitar al que llamó Guardia de Kenosha. El 25 de agosto, lanzó un llamado en Facebook para "patriotas que están dispuestos a tomar las armas y defender" a Kenosha, que recibió una fuerte respuesta en línea. El alcalde de Kenosha, John Antaramian, y el alguacil del condado, David Beth, expresaron su desaprobación de que civiles armados patrullen las calles, pero se vio a los agentes de policía en varios videos dándoles agua y se les escuchó decir: "Los apreciamos, realmente lo hacemos". El alguacil Beth dijo más tarde que antes de las protestas del martes por la noche, un grupo de individuos armados le había pedido que los sustituyera para poder patrullar la ciudad de Kenosha, a lo que él se negó. Dijo que no sabía si Rittenhouse había sido parte del grupo, pero la posibilidad de que ocurriera un incidente era la razón por la que había rechazado la solicitud.

### Kyle Rittenhouse
Kyle Rittenhouse fue descrito como participante en programas de cadetes de la policía local y expresando su apoyo en las redes sociales al movimiento Blue Lives Matter y la aplicación de la ley.
En las horas previas al tiroteo, Rittenhouse apareció en varios videos de manifestantes y transeúntes, incluidas dos entrevistas: una por un transmisor en vivo en un concesionario de automóviles donde él y varios otros hombres armados se habían estacionado cerca del lugar del tiroteo.
Algunos de los hombres estaban afiliados a la Guardia Kenosha, pero negaron cualquier afiliación con Rittenhouse y su líder dijo que nunca lo conoció ni se comunicaron con él. Se vio a Rittenhouse hablando con oficiales de policía horas antes del tiroteo, y ofreciendo ayuda médica a los heridos.
Según sus abogados, después de enterarse de que el dueño de un negocio local solicitaba su ayuda para defender su concesionaria de automóviles, él y su amigo Dominick David Black "se armaron con rifles" y se fueron a ese negocio.. El concesionario había sufrido $ 1.5 millones en daños por incendio provocado la noche anterior. Cuando McGinniss le preguntó a Rittenhouse por qué estaba en el concesionario de automóviles, respondió: "Entonces, la gente se está lesionando y nuestro trabajo es proteger este negocio. Parte de mi trabajo también es ayudar a la gente. Si hay alguien herido, yo ' Estoy corriendo hacia el peligro. Por eso tengo mi rifle, porque tengo que protegerme, obviamente. También tengo mi botiquín ". En algún momento, Rittenhouse dejó el concesionario y la policía le impidió regresar.

## Tiroteo

### Primera confrontación

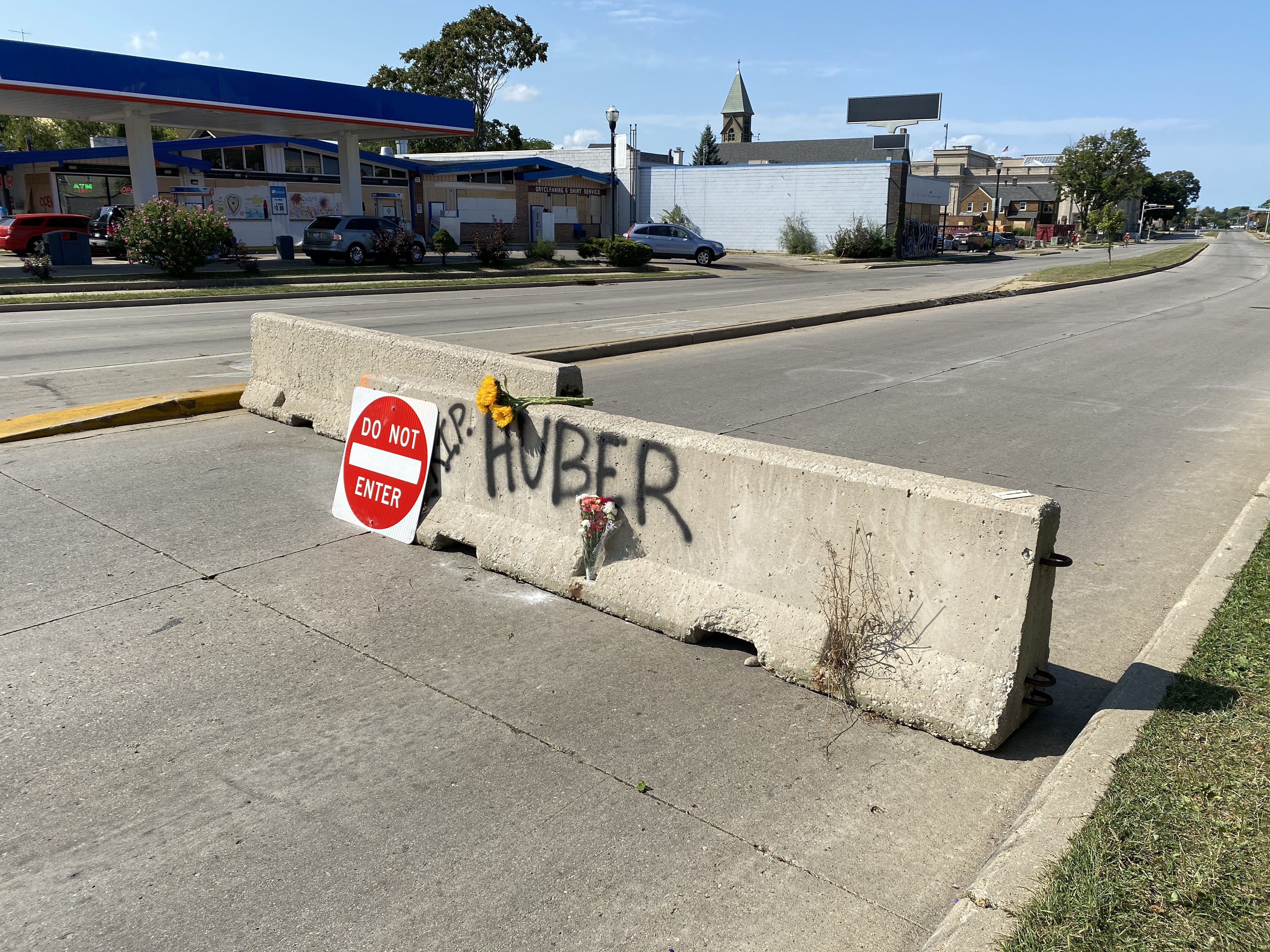
El lugar en donde murió la víctima del tiroteo Anthony Huber (Avenida 60th en esquina con Sheridan).

Los enfrentamientos y los disparos posteriores tuvieron lugar poco antes de la medianoche del 25 de agosto de 2020, a lo largo de Sheridan Road, Kenosha, donde los manifestantes fueron después de enfrentamientos con las fuerzas del orden y fueron expulsados del Civic Center Park. El comienzo del primer enfrentamiento entre Rittenhouse y los manifestantes fueron presenciados por el reportero de "Daily Caller", Richie McGinniss. Según McGinniss, parecía que los otros manifestantes se dirigían hacia Rittenhouse, que logró evitar a los manifestantes, esquivandolos y huyendo.
Durante este primer enfrentamiento se grabaron desde teléfonos móviles y desde múltiples ángulos, incluyendo imágenes que mostraban a Rittenhouse siendo perseguido a través de un estacionamiento por Joseph Rosenbaum (uno de los fallecidos) quién arrojó un objeto en dirección a Rittenhouse. Después de esto Rittenhouse realizó algunos disparos al aire, tratando de alejar a Rosembaum y a los demás manifestantes.

### Segundo incidente
El vídeo desde otro ángulo mostró entonces a Rittenhouse siendo perseguido por la calle por varios manifestantes, uno de los cuales supuestamente lo golpeó por detrás en la cabeza y le rompió la gorra, poco después de lo cual Rittenhouse tropezó y cayó al suelo. Según la denuncia penal, en ese momento, se escuchó a los manifestantes en dos videos diferentes gritando "¡Golpéalo!" "¡Atrápalo! ¡Atrápalo!" Y "¡Métele el culo!". había estado persiguiéndolo, supuestamente saltó y pateó a Rittenhouse mientras aún estaba en el suelo y acto siguiente Rittenhouse disparó dos veces pero no alcanzó al hombre. A continuación, según los registros judiciales y las imágenes de video, otro manifestante, Anthony Huber, "hizo contacto" con el hombro izquierdo de Rittenhouse con una patineta mientras luchaban por controlar el arma. Mientras Huber tiraba del rifle, Rittenhouse disparó una vez, golpeando a Huber en el pecho, perforando su corazón y pulmón derecho, causando su muerte rápida.

### Tercer enfrentamiento y salida de Rittenhouse
Gaige Grosskreutz se acercó a Rittenhouse mientras aún estaba en el suelo, pero se detuvo y levantó las manos cuando le dispararon a Huber. Según una denuncia presentada por el secretario de los tribunales del condado de Kenosha, Grosskreutz parecía tener una pistola. Cuando Grosskreutz se movió nuevamente hacia Rittenhouse, Rittenhouse disparó a Grosskreutz en el brazo, cortándole la mayor parte de sus bíceps. Al menos 16 disparos se escucharon por lo visto en varios videos durante el tiempo que Rittenhouse estuvo en el suelo.
Posteriormente, Rittenhouse se puso de pie y caminó hacia la policía con las manos en alto y el Smith & Wesson M&P15 atado al pecho. La policía le permitió salir o pareció no reconocerlo, aunque varios testigos y otros manifestantes gritaron que lo arrestaran. Cuando se le preguntó en una conferencia de prensa por qué no se detuvo a Rittenhouse, el alguacil de Kenosha, David Beth, dijo: "En situaciones de alto estrés, tienes una visión de túnel tan increíble" y los oficiales implicados pueden no haberse dado cuenta de que él estuvo involucrado en el tiroteo. Asimismo, el jefe de policía de Kenosha, Daniel Miskinis, dijo que "no había nada que sugiriera que este individuo estuviera involucrado en un comportamiento delictivo" debido a que alguien que caminaba hacia la policía con las manos en alto "ya no era anormal" a raíz de las protestas.

## Consecuencias
Las protestas no relacionadas con los disturbios de Kenosha continuaron todos los días hasta el 29 de agosto, cuando unas 1000 personas participaron en una marcha y un mitin. El 28 de agosto de 2020, el estado había desplegado cerca de 1.000 efectivos de la Guardia Nacional y más de 200 agentes federales. La Guardia Nacional de Míchigan, la Guardia Nacional de Arizona y la Guardia Nacional de Alabama enviaron tropas para ayudar. El presidente Donald Trump visitó Kenosha el 1 de septiembre de 2020 para ver el daño causado por los disturbios y elogiar a las fuerzas del orden.
El grupo y su fundador ganaron la mirada pública después del tiroteo, por ejemplo después de una demanda contra Facebook, la red social baneo las cuentas personales y profesionales de Kevin Mathewson, además de distanciarse del movimiento de milicias. La demanda, presentada en un tribunal federal, nombra a Mathewson y Kenosha Guard, Facebook, el grupo de derecha Boogaloo Bois y Ryan Balch, un miembro de Boogaloo Bois que dijo que estaba en Kenosha junto con Rittenhouse antes de los tiroteos.

## Arrestos y extradición
El 26 de agosto, Rittenhouse se entregó acusado de homicidio intencional en primer grado en su estado natal de Illinois. Fue etiquetado como un "fugitivo de la justicia" en la denuncia penal, que alegaba que "huyó del estado de Wisconsin con la intención de evitar el enjuiciamiento por ese delito". Se le asignó un defensor público e inicialmente estaba programado para comparecer en una audiencia de extradición el 28 de agosto. Ese día, un juez concedió una solicitud para retrasar la audiencia hasta el 25 de septiembre para que Rittenhouse pudiera obtener su propio abogado . Según la ley del estado de Wisconsin, se le acusará como adulto. Mientras esperaba la extradición, Rittenhouse fue detenido en un centro de menores en Illinois.
La denuncia contra Rittenhouse enumera un total de seis cargos:
- Homicidio imprudente en primer grado contra Joseph Rosenbaum
- Amenaza en primer grado que pone en peligro imprudentemente la seguridad contra Richard McGinnis (un reportero que entrevistó a Rittenhouse antes del tiroteo)[53]
- Intento de homicidio intencional en primer grado contra Gaige Grosskreutz.
- Intento de homicidio primer grado, poner en peligro imprudentemente la seguridad contra una víctima masculina desconocida.

posesión de un arma peligrosa por una persona menor de 18 años (el único cargo de delito menor, los demás son delitos graves)
Cada cargo por delito grave vino con un agregado con el "uso de un arma peligrosa",que invoca una ley de Wisconsin que prescribe una adición de no más de cinco años de prisión por cada uno de los cargos si se encuentra culpable. Según los fiscales, el arma fue "recuperada posteriormente por la policía e identificada como un rifle Smith & Wesson AR-15 calibre .223. En una entrevista en la cárcel con 'The Washington Post,' Rittenhouse dijo que cobró un cheque de estímulo por coronavirus para comprar el rifle AR-15.
El abogado texano L. Lin Wood y el bufete de abogados Pierce Bainbridge es quien actualmente representaban a Rittenhouse Criticado por el fiscal del condado de Kenosha, Thomas Binger, y bajo el peso de una enorme deuda, el controvertido abogado de California, John M. Pierce, se retiró de su representación en el caso penal, pero permaneció como abogado y recaudador de fondos en el litigio civil.  Woods y su fundación "Fightback" reorientaron sus esfuerzos en desafiar los resultados de las elecciones presidenciales de 2020.. El 29 de agosto de 2020, el equipo legal de Rittenhouse emitió un comunicado afirmando que Rittenhouse actuó en defensa propia y que fue injustamente arrestado. El 22 de septiembre, el equipo de defensa de Rittenhouse lanzó un video narrado los 11 minutos anteriores y posteriores al tiroteo, que consiste en cortes rápidos entre varios ángulos. El video sostiene que se realizaron varios disparos antes y después del tiroteo de Rosenbaum, y como Rosenbaum puede haber comenzado a perseguir a Rittenhouse porque lo confundió con un hombre con el que tuvo una disputa anteriormente.
El 30 de septiembre, un abogado de Rittenhouse dijo que demandaría a Joe Biden por difamación por un anuncio que, según él, perjudicó los derechos legales de Kyle. El 30 de octubre, un tribunal de Illinois dictaminó que la solicitud de extradición era válida y Rittenhouse fue transportado a Wisconsin el mismo día.